# Магнитометър
Магнитометърът е техническо устройство (сензор), използвано широко в науката за измерване на силата на магнитното поле. Магнитографът от своя страна представлява магнитометър, който продължително записва данни. Магнетизмът на Земята е различен в различни точки от земната повърхност. Различията в магнитното поле на Земята (магнитосферата) могат да бъдат причинени от няколко неща:
1. Различна природа скали
2. Взаимодействие между заредени частици от слънцето и магнитосферата

Магнитометрите се използват за геофизични проучвания за намиране залежи от желязо, тъй като могат да измерват магнитното притегляне (отпечатък) на желязото. Магнитометрите се използват също и за откриването на археологични обекти, останки от кораби и други заровени или потопени обекти.
Магнитометърът може да се използва от спътници за измерване на магнитудата (интензитета) и посоката на земното магнитно поле.
Магнитометрите са много чувствителни и могат да идентифицират северното (респ. южното) сияние още преди да може да се види светлината на сиянието.
Магнитометрите се разделят на два основни класа:
- скаларни магнитометри, които измерват интензитета на магнитното поле (модула на магнитната индукция), за което са предназначени, и
- векторни магнитометри, които имат възможност за измерване на компоненти на магнитното поле в определена посока. Използването на три ортогонални векторни магнитометъра позволява да бъдат определени големината на вектора на магнитното поле, както и неговата инклинация и деклинация. Примери за векторни магнитометри са свръхпроводниковите интерфериращи устройства (ан. SQUID) и сензорите за поток (ан. fluxgate sensor).

## Свръхпроводников магнитен квантов интерферометър (СКУИД магнитометър)
Свръхпроводниковият квантов интерферометър (ан. SQUID) се състои от два свръхпроводника разделени от тънки изолиращи слоеве образуващи Джозефсонови преходи. Устройството може да бъде конфигурирано като магнитометър, детектиращ изключително малки магнитни полета, достатъчно малки за измерването на магнитното поле на живите организми.
1. Праг на чувствителност: 10-14 Т
2. Магнитно поле на сърцето: 10-10 Т
3. Магнитно поле на мозъка: 10-13 Т

Голямата чувствителност на СКУИД (от ан. SQUID) устройствата е асоциирана с възможността за измерване на промяната на магнитното поле с един квант поток. Едно от откритията свързани с Джосефсоновите преходи е, че потокът се квантува.
Ако в СКУИД устройството се поддържа постоянен ток на възбуждане, измерваното напрежение осцилира с промяна на фазите при двата прехода, което зависи от промените на магнитния поток. Броейки осцилациите може да се установи промяната на потока, която е настъпила.
Този вид магнитометър е може би най-чувствителното измервателно устройство познато на човека, според Джон Кларк един от основателите на концепцията. Чувствителността на базовия модел на устройството може дори и да бъде повишена, чрез прикрепването му към плоска намотка на свръхпроводим проводник, например Ниобий. Наречен трансформатор на потока, този нов модел на магнитометъра може да увеличи индуктираните токове в прехода и позволява детектирането на полета от порядъка на 10-15Тесла или една фемто-Тесла. Това е резолюция от 10-11 пъти земното магнитно поле. За сравнение северното сияние произвежда магнитни флуктуации от порядъка на 1 % от Земното магнитно поле.
СКУИД магнитометърът се използва за измерване и локализиране на активните епилептични зони на човешкия мозък. Резолюции от порядъка на 30 фемто-Тесли са постигнати при високотемпературни свръхпроводници, при които магнитометърът може да работи при температура на течния азот.

## Сензор за поток
Сензорът за поток е конструиран от три сензора, всеки разположен в една от трите компоненти (x,y,z) на вектора на потока (съществуват и едно и двукомпонентни сензори). Всеки сензор се състои от трансформатор намотан около сърцевина с висока магнитна проницаемост (мю метал). Първичната намотка на трансформатора се възбужда със синусоидално напрежение с висока честота (например 5 kHz). В отсъствието на каквото и да е поле по оста на трансформатора, изходния сигнал на вторичната намотка се състои само от нечетни хармоници (честотни компоненти) на честотата на възбуждане. Ако обаче се появи магнитно поле, то отмества хистерезисният цикъл на сърцевината в една посока. Това предизвиква сърцевината да се възбужда по-рано: в една втора от цикъла на възбуждане. Това от своя страна е причина за появата на всички четни хармоници заедно с нечетните. Амплитудата и фазата на четните хармоници са линейно пропорционални на компонентата на полето по оста на трансформатора.